# Hyperbaena
Hyperbaena é um género botânico pertencente à família Menispermaceae.

## Espécies
- Hyperbaena acutifolia
- Hyperbaena allenii
- Hyperbaena angustifolia
- Hyperbaena apiculata
- Hyperbaena axilliflora
- Hyperbaena banisteriaefolia
- Hyperbaena brevipes
- Hyperbaena brunnescens
- Hyperbaena columbica
- Hyperbaena domingensis
- Hyperbaena jalcomulcensis
- Hyperbaena prioriana
- Hyperbaena valida

1. ↑  «Hyperbaena — World Flora Online». www.worldfloraonline.org. Consultado em 19 de agosto de 2020